# 2019년 대한민국 국회의사당 습격
2019년 대한민국 국회의사당 습격은 2019년 12월 16일 자유한국당과 우리공화당 지지자들, 그리고 태극기 부대가 공수처 반대와 박근혜 탄핵 반대 관련 시위를 열다가 갑자기 대한민국 국회의사당에 불법 진입을 시도하여 국회의원과 경찰을 상대로 폭력을 휘두른 사건이다.

## 피해
2019년 12월 16일 대한민국의 주류 보수정당인 자유한국당은 태극기부대와 함께 '공수처법·선거법 날치기 저지 규탄대회'를 열었고, 당일 국회에 불법적으로 난입했다. 본관 앞에서 이들은 농성 중인 정의당원들의 머리채를 잡거나 침을 뱉기도 했다. 또한 이들은 더불어민주당 국회의원인 설훈의 얼굴을 가격하여 안경이 날라가기도 했다.
대한민국의 언론들은 후에 이 사건을 2021년 미국 국회의사당 습격과 비교하기도 했다. 또한 미국과 달리, 관련자들이 어떠한 처벌도 받지 않았다는 점에서 대한민국의 현실을 비판하기도 했으나 2024년 대한민국 비상계엄 해제를 요구한 국회 결의안이 가결될 때 우원식 국회의장이 "국민 누구나 국회에 자유롭게 들어올 수 있어야 한다"고 말한 바가 있다.

## 같이 보기
- 태극기 집회